# Martiherrero
Martiherrero település Spanyolországban, Ávila tartományban. Martiherrero Ávila, La Colilla, Sanchorreja, Marlín, Bularros és Casasola községekkel határos. Lakosainak száma 361 fő (2024).

## Népesség
A település népessége az utóbbi években az alábbiak szerint változott:
| Lakosok száma | 194  | 195  | 273  | 274  | 296  | 304  | 306  | 312  | 336  | 361  |
|               | 2001 | 2004 | 2006 | 2009 | 2011 | 2014 | 2016 | 2019 | 2021 | 2024 |